# St. Stephan (Bonstetten)

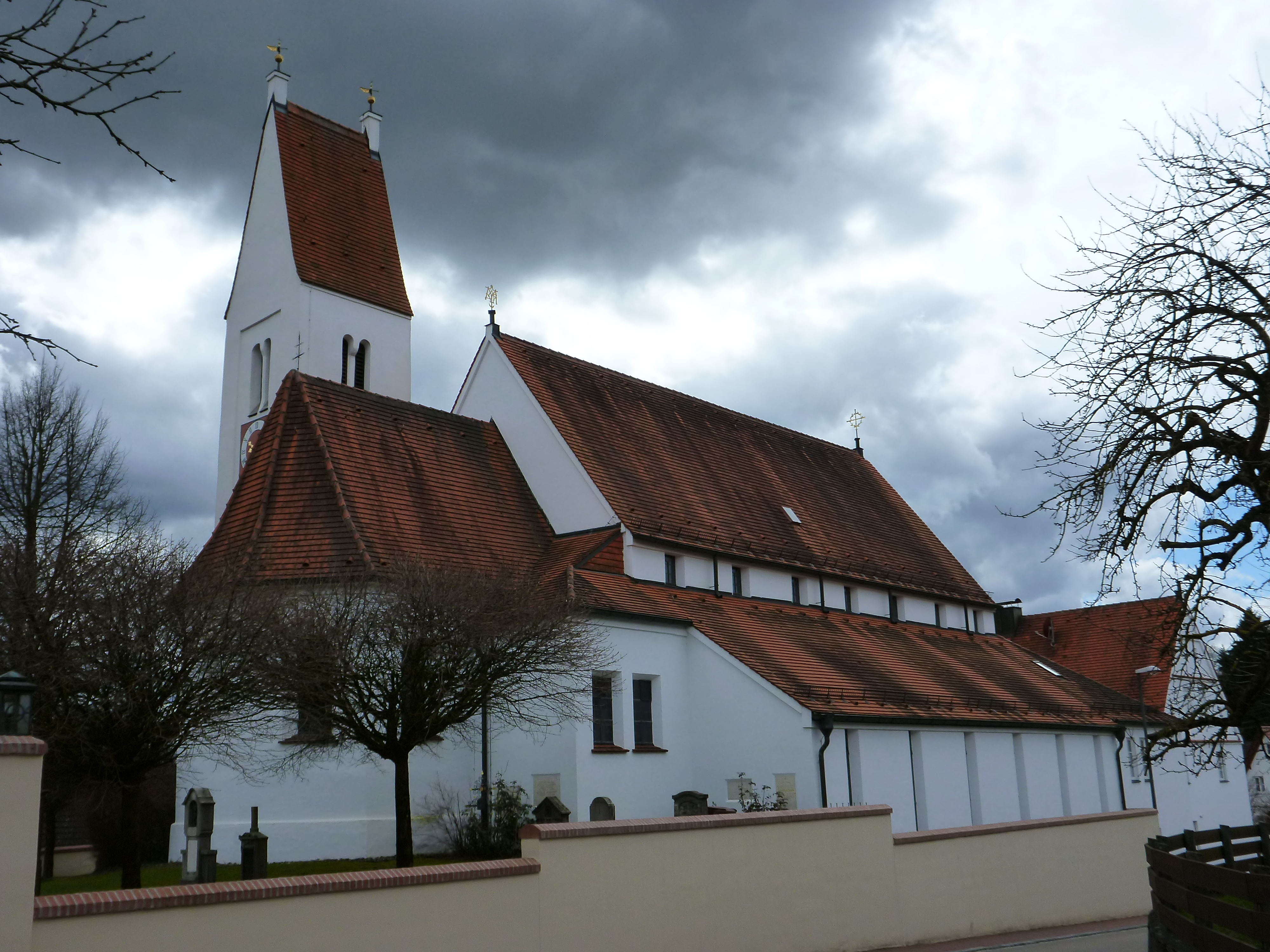
St. Stephan in Bonstetten

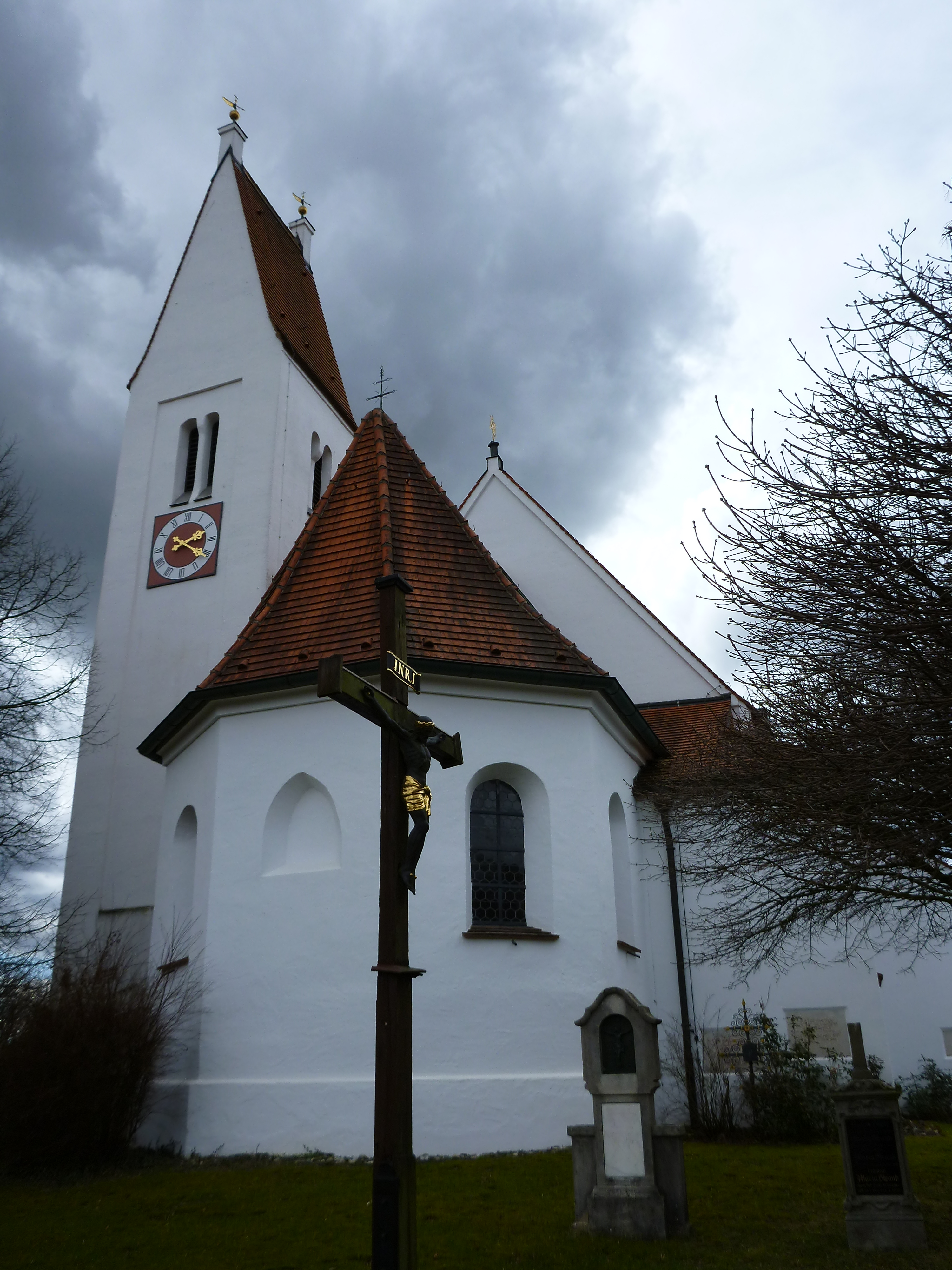
Turm und Chor

Die römisch-katholische Pfarrkirche St. Stephan in Bonstetten, einer Gemeinde im schwäbischen Landkreis Augsburg in Bayern, liegt an der Kirchstraße. Chor und Turm der Kirche sind denkmalgeschützt.

## Geschichte
Vermutlich seit Beginn des 11. Jahrhunderts – und damit noch vor der ersten urkundlichen Erwähnung des Ortes – stand an Ort und Stelle ein erster Sakralbau aus Holz. Möglicherweise war der Platz um die Kirche im 10. Jahrhundert Teil einer Burganlage. Die hölzerne Kirche wurde in der zweiten Hälfte bzw. gegen Ende des 12. Jahrhunderts durch eine Steinkirche ersetzt. 1231 erwarb das Benediktinerstift St. Ulrich und Afra das Patronatsrecht über Bonstetten von den Ministerialen Adalberto und Sifrid.
Um 1500 erfolgte der Abbruch des romanischen Chores und der Neubau eines spätgotischen Chores, dessen Längsmauern sich beidseitig an die alten romanischen Fundamente anlehnten. Im Jahr 1604 wurde schließlich auch das alte, romanische Langhaus abgebrochen und durch ein neues ersetzt. Bauherr war vermutlich Abt Johannes Merk vom Kloster St. Ulrich und Afra. Darauf deutet ein 1849 entdeckter Stein hin, der neben der Jahreszahl 1604 auch die Initialen I-M-A trägt („Ioannis Merk Abbas“).
Im Jahr 1594 kam es zu einem erbitterten Streit zwischen dem damaligen Pfarrer Johann Kerler, zuvor Schulmeister im Kloster St. Ulrich und Afra, und dem ulrikanischen Vogt Thomas Demharter um die Nutzung und Rechte am pfarrlichen Widdumgarten. In dessen Verlauf wurde Kerler vom Abt gefangen genommen und der bischöflichen Jurisdiktion überstellt. Der Prozess rief sogar den päpstlichen Legaten auf den Plan. Der Pfarrer wurde seither von seiner Gemeinde gemieden und vertauschte 1601 Bonstetten mit einer anderen Pfarrei.
1690 wurde der alte Pfarrhof abgetragen und auf Kosten des damaligen Pfarrers Weimann von Grund auf neu erbaut. Im 18. Jahrhundert erfolgte die Barockisierung des Chores und des Langschiffes. Ein Blitzeinschlag im Sommer 1741 beschädigte die Kirche schwer. 1777 wurde eine Reparatur an der Kirche vorgenommen. Die Kosten beliefen sich auf 900 fl. Das Fest der Kirchweihe feierte man seither am ersten Sonntag nach Ostern. Nach der Säkularisation fiel das Präsentationsrecht an den bayerischen Landesherren.
Auf Grund von Baufälligkeit wurde 1980 das Langhaus abgebrochen und durch ein neues, im Grundriss längeres und breiteres, ersetzt. Die Weihe erfolgte am 17. Oktober 1982 durch den damaligen Augsburger Bischof Josef Stimpfle. Derzeit wird die Pfarrei von Manfred Lochbrunner geleitet.

## Ausstattung
Die zwei Seitenaltarbilder schuf der Maler Joseph Kober um 1850/60. Sie zeigen links die Pflege des hl. Sebastian und rechts den hl. Joseph. Das Hochaltarblatt stellt den hl. Stephanus dar, wie ihm ein Engel die Märtyrerpalme überreicht. In einer Nische der Chor-Südwand befindet sich ein um 1510/20 entstandenes Relief mit der Darstellung des Marientodes. Eine neue Orgel wurde 2013 von der Orgelbauwerkstatt Offner in Kissing angeschafft.